# Domo de Gelo Bolshoi
O Domo de Gelo Bolshoi ((em russo): Большой Ледовый дворец) é uma arena de esportes multiuso localizado em Sochi, na Rússia.
Construído para os Jogos Olímpicos de Inverno de 2014, ele vai sediar os principais jogos do torneio de hóquei no gelo juntamente com a Arena Shayba, que fica a 300m de distância.
Sua construção custou o equivalente a 180 milhões de dólares. Será a única arena a permanecer na cidade,após o fim dos Jogos,sendo que irá funcionar posteriormente como sede de eventos esportivos e musicais.